# Tryde naturreservat
Tryde är ett naturreservat i Tomelilla kommun i Skåne län.
Området är naturskyddat sedan 2002 och är 18 hektar stort. Reservatet består av betesmark med smådammar på Ramsåsaåsen. Här återfinns en population av lökgrodan.